# Weiler, Mayen-Koblenz
Weiler là một đô thị ở huyện Mayen-Koblenz bang Rheinland-Pfalz, phía tây nước Đức. Đô thị Weiler, Mayen-Koblenz có diện tích 7,51 km².